# Freiwillige Marinedivision Ost
Freiwillige Marinedivision Ost  war ein Freikorps der Zeit nach dem Ersten Weltkrieg, das im Januar 1919 in Bromberg aus Angehörigen der Kaiserlichen Marine, unter der Führung von Leutnant zur See Hans Parsenow aufgestellt wurde. Die Marinedivision Ost wurde als eine Abteilung des Grenzschutz-Bataillons III bei Kämpfen mit polnischen Aufständischen im Landkreis Bromberg eingesetzt.

## Wichtigste Gefechte
- Nowa Wieś Wielka 15. Januar 1919
- Łabiszyn 18. Januar  1919
- Brzoza 20/21. Januar 1919
- Kołaczkowo  1. Februar 1919
- Rynarzewo 1. Februar 1919